# Claws Mail
Claws Mail ist ein freies E-Mail-Programm für verschiedene, gängige Betriebssysteme, das mit vielfältigen Konfigurationsoptionen aufwartet. Die Anwendung ist in C geschrieben und verwendet GTK für die Benutzeroberfläche. Nachrichten werden im MH-Format gespeichert.

## Eigenschaften
Neben E-Mails dient Claws Mail auch als Newsreader. Im Unterschied zu Sylpheed, von dem es abgespalten wurde, bietet es Skins sowie die Bereitstellung von Funktionen über Plug-ins, zum Beispiel:
- Abonnements von Web-Feeds wie RSS und Atom
- Anzeige von HTML-Mails über WebKit, der LiteHTML-Bibliothek oder über den Dillo HTML Viewer
- Archivierung von Mails
- Ende-zu-Ende-Verschlüsselung und Signierung über S/MIME und OpenPGP-Standard
- Entfernen von Anhängen
- Filterregeln über Perl oder Python
- Integration von Kalender des vCalendar-Standards wie von Evolution oder Outlook sowie webCal-Abonnements
- Kommunikation mit Google Adressbuch
- PDF-Anzeige mittels Poppler oder GhostScript sowie Anhänge nach MS-TNEF (winmail.dat)
- Serverseitige Konfiguration von Mailfilterung über den Sieve-Standard
- Spamfilter und Virusscanner
- Speicherung der Mails im mbox- statt MH-Format
- Unterschiedliche Hinweismöglichkeiten auf neue Mails, z. B. über Aktivieren von Notebook-LEDs

Claws Mail wird als freie Software auch im Quelltext unter den Bedingungen der GNU General Public License (GPL) verbreitet.
Claws ist auf Unix-ähnlichen (zum Beispiel GNU/Linux, xBSD und macOS) und mit geringen Einschränkungen auch auf Windows-Betriebssystemen lauffähig. Bei gängigen Linux-Distributionen ist es direkt aus den Standard-Paketquellen installierbar.

## Geschichte
Die Entwicklung von Claws begann im April 2001 als Entwicklungsversion von Sylpheed, die der Erprobung neuer Merkmale dienen sollte. Am 18. Januar 2005 wurde Version 1.0.0 freigegeben. Im August 2005 wurde es zu einem eigenständigen Software-Projekt abgespalten. Anfangs hieß die Software noch „Sylpheed-Claws“. Am 30. Januar 2006 erschien Version 2.0.0. Am 7. November 2006 wurde sie in „Claws Mail“ umbenannt, um zu unterstreichen, dass der Code unabhängig von Sylpheed weiterentwickelt wird. Am 3. September 2007 erschien Version 3.0.0.
Claws wurde 2009 von Chip.de als grafischer Mailclient für Linux empfohlen.